# Ваља Гарбе (Харгита)
Ваља Гарбеа (рум. Valea Gârbea) насеље је у Румунији у округу Харгита у општини Лунка де Сус. Oпштина се налази на надморској висини од 934 m.

## Становништво
Према подацима из 2002. године у насељу је живело 587 становника.

### Попис2002.
| Расподела становништва по националности 2002.‍ | Расподела становништва по националности 2002.‍ | Расподела становништва по националности 2002.‍ | Расподела становништва по националности 2002.‍ | Расподела становништва по националности 2002.‍ |
| --------------------------------------------- | --------------------------------------------- | --------------------------------------------- | --------------------------------------------- | --------------------------------------------- |
|                                               |                                               |                                               |                                               |                                               |
| Румуни                                        | Румуни                                        |                                               | 81                                            | 13,8%                                         |
| Мађари                                        | Мађари                                        |                                               | 506                                           | 86,2%                                         |